# Resort Boin
(Daisuke a Maya)
Resort Boin (リゾートBOIN?, Risōto Boin) è un videogioco hentai prodotto in Giappone il 16 marzo 2007 che è stato successivamente riadattato in una serie hentai composta da 3 episodi.
Il videogioco è stato sviluppato da Crossnet-Pie in seguito all'enorme successo dell'episodio precedente, Boin. Gli OAV sono stati prodotti da Milky Animation Label ed il primo episodio è stato realizzato il 25 dicembre 2007.

## Anime

### Storia
- Episodio 1 - Vacation on the Southern Island

Daisuke per le vacanze estive si reca su un'isola nei mari del sud dove incontra due sue studentesse Nao e Mitsugu che alloggiano nel suo stesso hotel. Le due ragazze entrano così subito in competizione per accattivarsi le simpatie di Daisuke. Anche Maya, cugina del protagonista, lavora in un bar su quest'isola affiancata dalla sbadatissima Momona. Questa coincidenza comunque non passa inosservata a Daisuke che si domanda se tutto questo non sia stato pianificato da sua nonna.
La prima ragazza a sedurre Daisuke è Nao che la sera stessa si reca nella sua stanza e senza pensarci troppo si spoglia davanti a lui cominciando a masturbarlo con i piedi, dopo essere stati momentaneamente interrotti da Mitsugu che è sulle loro tracce, i due hanno un rapporto completo ma nel momento topico riappare Mitsugu sul balcone che si arrabbia con l'amica.
Mitsugu però non demorde ed invita, all'insaputa di Nao, Daisuke ad un party su una nave da crociera così da poter rimanere sola con il suo amato e poter pareggiare i conti con l'amica.
Le due ragazze si ritrovano così ad uscire con Daisuke per quello che credono sia un doppio appuntamento dimenticandosi della presenza di Maya e dell'imbranatissima Momona che ancora una volta scivola e cadendo a terra, sviene, ritrovandosi in un sogno in cui una pianta carnivora abusa di lei.
Daisuke stremato da questo continuo assalto decide così di prendersi una serata di relax e si reca in una sorgente termale ma l'arrivo di Nao e Mitsugu gli rivela, che senza volerlo, era capitato in un bagno misto. Il suo primo pensiero è quello di essere stato sfortunato in quanto non aveva visto ragazze dal grosso seno (suo punto debole) ma Nao e Mitsugu gli fanno notare che entrambe sono molto "dotate" sotto questo profilo. Eccitato dalla presenza delle due ragazze non riesce a trattenersi ed ha un rapporto sessuale con le due avvenenti fanciulle.
Il giorno dopo, spiando con un binocolo, Daisuke vede Nao in compagnia di un altro ragazzo e si ritrova stranamente geloso. La ragazza però non ne vuole sapere di uscire con nessun'altra persona che non sia Daisuke. Essendo stato rifiutato il ricco ragazzo prova a violentare Nao ma proprio in quel momento appare Daisuke che la salva mettendolo K.O.
La ragazza, con ancora le lacrime agli occhi, si dichiara e anche Daisuke capisce di essere innamorato di lei così i due, finalmente da soli, possono fare l'amore sulla spiaggia al tramonto del sole.
- Episodio 2 - The Harem side of the Southern Island

Daisuke giunto in aeroporto aiuta Kanae a portare i bagagli e per ricambiare il favore ella lo porta nel bagno delle donne e copula con lui sul lavandino. Nel mentre Maya e Momona lo stanno cercando e lo vedono uscire dai gabinetti assieme alla ragazza e si domandano sul perché lui si trovasse nel posto sbagliato e perdippiù in compagnia, ma quando stanno per scoprire l'accaduto arriva Mika e porta via Kanae. Maya è stata incaricata dalla nonna di Daisuke, proprietaria del bar della spiaggia, di farlo lavorare sodo.
Al bar Nao e Mitsugu cercano di portare via da lavoro Daisuke che però resiste alle loro lusinghe; mentre Momona come al solito scivola facendo cadere il vassoio arriva anche Kanae che si siede ad uno dei tavolini cercando di abbordare il protagonista che, tentato dalla bellissima ragazza, la invita al barbecue che si terrà la sera stessa sulla spiaggia ed a cui saranno presenti tutte le ragazze.
Al momento del barbecue però il cibo non è sufficiente quindi è necessario andare nella serra a raccoglierne altro, Kanae coglie così l'occasione di rimanere sola con Daisuke ma Mika viene attaccata dalla stessa pianta carnivora del sogno di Momona e si salva solo grazie all'intervento dello stesso Daisuke accorso alle grida della ragazza.
Il giorno seguente Daisuke si accorge che Maya ha qualcosa di strano ma non capisce cosa sia successo (la sera prima la ragazza lo ha visto copulare con Kanae) e va a spazzare la strada davanti al negozio. A questo punto arriva Mika che lo trascina in una doccia e lo ricompensa, a suo modo, per averla salvata.
Daisuke viene ancora una volta messo a dieta da Maya adirata con lui, ma questo comportamento non sfugge a Momona che riesce ad organizzare una serata per far rimanere soli i due ragazzi. Alla spiaggia Daisuke rivela di non pensare a Maya solo come una cugina, lei ricambia e i due tornano in albergo per fare l'amore, al chiaro di luna, diverse volte.
Dopo i titoli di coda è presente inoltre una piccola scena bonus in cui Daisuke e Maya fanno l'amore sulla spiaggia ma vengono scoperti da Nao e Mitsugu che vogliono anch'esse partecipare.
- Episodio 3 - Shameless Tale of Southern Island

Episodio che tratta la scelta del percorso alternativo nel videogioco, in pratica l'harem route. Questo è il primo episodio dove Daisuke copula con Momona.

### Personaggi
- Daisuke Ichijou:

Sesso: maschile
Capelli: castani, tagliati corti
Occhi: nocciola
Il protagonista del videogioco e degli OAV. Ha un debole per i seni di grosse dimensioni e per questo non fa mancare le critiche alla cuginetta Maya che porta solo una prima misura.
Viene conteso da Nao e Mitsugu oltre che dalle altre ragazze, tutte innamorate di lui oltre che per il suo carattere anche per le sue doti fisiche.
- Nao Iihara (なお 飯井原?):

Sesso: femminile
Capelli: lisci ciliegia, tagliati corti
Occhi: verdi
Dati personali: seno: 108 cm (coppa J), vita: 65 cm, fianchi: 93 cm, altezza: 167 cm, peso: 58 kg
Seiyū: Mahiru Kaneda
Innamoratissima di Daisuke tenta in ogni modo di liberarsi della sua amica/rivale Mitsugu per rimanere un po' da sola col ragazzo. La sua sincerità verrà premiata.
- Mitsugu Tsukushino (みつぐ 筑紫野?):

Sesso: femminile
Capelli: biondi lunghi, lasciati cadere sulle spalle
Occhi: blu
Dati personali: seno: 86 cm (coppa F), vita: 53 cm, fianchi: 82 cm, altezza: 155 cm, peso: 47 kg
Seiyū: Mia Naruse
Ragazza benestante, nella sua scala di affetti prima della sua amicizia con Nao mette unicamente l'amore che prova per Daisuke.
- Maya Koromogae (麻耶 衣更?):

Sesso: femminile
Capelli: lisci azzurri, a caschetto
Occhi: verdi
Dati personali: seno: 76 cm (coppa A), vita: 48 cm, fianchi: 80 cm, altezza: 151 cm, peso: 42 kg
Seiyū: Minami Hokuto
Cugina di Daisuke è segretamente innamorata di lui e per questo è gelosa di tutte le ragazze che gli ronzano intorno. Ha il complesso di avere un seno di piccole dimensioni.
- Momona Amamiya (桃菜 天宮?):

Sesso: femminile
Capelli: lisci castani, lasciati cadere sulle spalle
Occhi: azzurri
Dati personali: seno: 87 cm (coppa E), vita: 51 cm, fianchi: 89 cm, altezza: 156 cm, peso: 48 kg
Seiyū: Haruno Sakaki
Sbadata e con la testa sempre sopra le nuvole ha delle strane fantasie vegetali. Amica per la pelle di Maya l'aiuta ad avvicinarsi a Daisuke.
- Kanae Shinjou (叶 新条?):

Sesso: femminile
Capelli: mossi biondi platino, lasciati cadere sulle spalle
Occhi: gialli
Dati personali: seno: 105 cm (coppa I), vita: 61 cm, fianchi: 90 cm, altezza: 161 cm, peso: 58 kg
Seiyū: Chiemi Ishimatsu aka Misumi
Donna di rara bellezza, lasciva per scelta e per diletto. Vuole Daisuke e sa come ottenerlo, ha una forte amicizia con Mika.
- Mika Kuouzumiaiginsusutakeizumonokamimeichoujin (ミカ 宮鴬住藍銀煤竹出雲守明朝仁?):

Sesso: femminile
Capelli: lisci castani, raccolti in due treccine
Occhi: verdi
Dati personali: seno: 88 cm (coppa F), vita: 55 cm, fianchi: 93 cm, altezza: 168 cm, peso: 54 kg
Seiyū: Erena Kaibara
Surfista di rara bravura è sempre in competizione con sé stessa e con gli altri, è legata da una forte amicizia a Kanae.